# Tabatsquri (sjö)
Tabatsquri (georgiska: ტაბაწყური) är en sjö i Georgien. Den ligger i regionen Samtsche-Dzjavachetien, i den centrala delen av landet. Arean är 13,4 kvadratkilometer.